# Ourique
Ourique (o(u)'ɾik(ɨ)) è un comune portoghese di 6 199 abitanti situato nel distretto di Beja.

## Società

### Evoluzione demografica
| Popolazione di Ourique (1801 – 2004) | Popolazione di Ourique (1801 – 2004) | Popolazione di Ourique (1801 – 2004) | Popolazione di Ourique (1801 – 2004) | Popolazione di Ourique (1801 – 2004) | Popolazione di Ourique (1801 – 2004) | Popolazione di Ourique (1801 – 2004) | Popolazione di Ourique (1801 – 2004) | Popolazione di Ourique (1801 – 2004) |
| ------------------------------------ | ------------------------------------ | ------------------------------------ | ------------------------------------ | ------------------------------------ | ------------------------------------ | ------------------------------------ | ------------------------------------ | ------------------------------------ |
| 1801                                 | 1849                                 | 1900                                 | 1930                                 | 1960                                 | 1981                                 | 1991                                 | 2001                                 | 2004                                 |
| 6480                                 | 8205                                 | 9143                                 | 14014                                | 15002                                | 7969                                 | 6597                                 | 6199                                 | 5842                                 |

## Freguesias
- Conceição
- Garvão
- Ourique
- Panóias
- Santa Luzia
- Santana da Serra